# Хоккейные игры Oddset 2014
Хоккейные игры Oddset 2014 прошли с 1 мая по 4 мая в Стокгольме. Турнир являлся последним из четырёх этапов Еврохоккейтура в сезоне 2013/2014. Выставочный матч Финляндия — Россия прошёл в Хельсинки на Хартвалл Арене.

## Матчи
| 1 мая 2014 16:00 | R | 2 : 1 (1:0, 1:0, 0:1) | Россия | Хартвалл Арена, Хельсинки Зрителей: 11 675 |

| Отчёт                                                                                          | Отчёт       | Отчёт                              | Отчёт      | Отчёт                              |
| ---------------------------------------------------------------------------------------------- | ----------- | ---------------------------------- | ---------- | ---------------------------------- |
|                                                                                                |             |                                    |            |                                    |
|                                                                                                | М. Коскинен | Вратари                            | А. Худобин | Судьи: Годек Павел Песина Владимир |
|                                                                                                | Голы:       |                                    |            | Судьи: Годек Павел Песина Владимир |
| Л. Комаров 7' (бол.) (Ю. Хиетанен, Т. Мянтюля) П. Контиола 37' (бол.)(Ю. Хиетанен, Й. Лехтеря) | 1-0 2-0 2-1 | Н. Кулёмин 59' (бол.) (А. Овечкин) |            | Судьи: Годек Павел Песина Владимир |
|                                                                                                |             |                                    |            | Судьи: Годек Павел Песина Владимир |
|                                                                                                |             |                                    |            | Судьи: Годек Павел Песина Владимир |
|                                                                                                |             |                                    |            | Судьи: Годек Павел Песина Владимир |
| 12 мин                                                                                         | Штраф       | 10 мин                             |            | Судьи: Годек Павел Песина Владимир |
|                                                                                                |             |                                    |            |                                    |
|                                                                                                | 16          | Броски                             | 31         |                                    |

| 1 мая 2014 16:00 | R | 3 : 2 (1:1, 1:1, 1:0) | Швеция | Глобен Арена, Стокгольм Зрителей: 5475 |

| Отчёт | Отчёт               | Отчёт                                                                            | Отчёт           | Отчёт                                    |
| --- | ------------------- | -------------------------------------------------------------------------------- | --------------- | ---------------------------------------- |
| |                     |                                                                                  |                 |                                          |
| | Александр Салак     | Вратари                                                                          | Андерс Нильссон | Судьи: Евгений Ромасько Алексей Анисимов |
| | Голы:               |                                                                                  |                 | Судьи: Евгений Ромасько Алексей Анисимов |
| Томаш Мойжиш (Я.Ягр) 00:15 Мартин Затёвич (Я. Крейчик, А. Салак) 22:52 Якуб Петружалек (Я. Коварж) 46:02 | 1:0 1:1 2:1 2:2 3:2 | 02:21 Микаэль Баклунд (Й. Линдстрём) 32:14 Магнус Нюгрен (О. Мёллер, М. Баклунд) |                 | Судьи: Евгений Ромасько Алексей Анисимов |
| |                     |                                                                                  |                 | Судьи: Евгений Ромасько Алексей Анисимов |
| |                     |                                                                                  |                 | Судьи: Евгений Ромасько Алексей Анисимов |
| |                     |                                                                                  |                 | Судьи: Евгений Ромасько Алексей Анисимов |
| 16 мин                                                                                                   | Штраф               | 8 мин                                                                            |                 | Судьи: Евгений Ромасько Алексей Анисимов |
| |                     |                                                                                  |                 |                                          |
| | 12 (4+3+5)          | Броски                                                                           | 28 (11+9+8)     |                                          |

| 3 мая 2014 12:30 | R | 2 : 3 (Б) (0:1, 1:1, 1:0, 0:0, 0:1) | Финляндия | Глобен Арена, Стокгольм Зрителей: 8379 |

| Отчёт                                                                                     | Отчёт                      | Отчёт | Отчёт                   | Отчёт                                    |
| ----------------------------------------------------------------------------------------- | -------------------------- | --- | ----------------------- | ---------------------------------------- |
|                                                                                           |                            | |                         |                                          |
|                                                                                           | Юаким Эрикссон 00:00-65:00 | Вратари | 00:00-65:00 Пекка Ринне | Судьи: Евгений Ромасько Алексей Анисимов |
|                                                                                           | Голы:                      | |                         | Судьи: Евгений Ромасько Алексей Анисимов |
| Оскар Мёллер (Ю. Линдстрём, М. Нюгрен) 23:44 Оскар Мёллер (М. Баклунд Ю. Линдстрём) 56:01 | 0:1 1:1 1:2 2:2 2:3        | 11:14 Пекка Йормакка (Л. Комаров) 38:21 мен Атте Охтамаа (П. Контиола, Ю. Хиетанен) 65:00 ПБ Ииро Пакаринен |                         | Судьи: Евгений Ромасько Алексей Анисимов |
|                                                                                           |                            | |                         | Судьи: Евгений Ромасько Алексей Анисимов |
|                                                                                           |                            | |                         | Судьи: Евгений Ромасько Алексей Анисимов |
|                                                                                           |                            | |                         | Судьи: Евгений Ромасько Алексей Анисимов |
| 8 (2+4+2+0) мин                                                                           | Штраф                      | 6 (0+4+2+0) мин                                                                                             |                         | Судьи: Евгений Ромасько Алексей Анисимов |
|                                                                                           |                            | |                         |                                          |
|                                                                                           | 38 (11+17+9+1)             | Броски | 19 (7+9-2+1)            |                                          |

| 3 мая 2014 16:00 | R | 6 : 0 (4:0, 1:0, 1:0) | Чехия | Глобен Арена, Стокгольм Зрителей: 2358 |

| Отчёт | Отчёт                          | Отчёт          | Отчёт                   | Отчёт                               |
| --- | ------------------------------ | -------------- | ----------------------- | ----------------------------------- |
| |                                |                |                         |                                     |
| | Андрей Василевский 00:00-60:00 | Вратари        | 00:00-60:00 Якуб Коварж | Судьи: Тобиас Бьёрк Микаэль Шёквист |
| | Голы:                          |                |                         | Судьи: Тобиас Бьёрк Микаэль Шёквист |
| Виктор Тихонов (В. Шипачёв, И. Никулин) бол 05:47 Сергей Плотников (В. Шипачёв, В. Тихонов) бол 06:54 Андрей Локтионов (Е. Кузнецов) 11:45 Егор Яковлев (И. Зубов, С. Калинин) 18:30 Андрей Локтионов (А. Кутузов, Е. Кузнецов) 25:45 Виктор Тихонов (Д. Орлов, А. Овечкин) бол 48:52 | 1:0 2:0 3:0 4:0 5:0 6:0        |                |                         | Судьи: Тобиас Бьёрк Микаэль Шёквист |
| |                                |                |                         | Судьи: Тобиас Бьёрк Микаэль Шёквист |
| |                                |                |                         | Судьи: Тобиас Бьёрк Микаэль Шёквист |
| |                                |                |                         | Судьи: Тобиас Бьёрк Микаэль Шёквист |
| 10 (4+-4+2) мин | Штраф                          | 10 (4+4+2) мин |                         | Судьи: Тобиас Бьёрк Микаэль Шёквист |
| |                                |                |                         |                                     |
| | 21 (10+7+4)                    | Броски         | 28 (11+10+7)            |                                     |

| 4 мая 2014 12:30 | R | 2 : 1 (Б) (1:0, 0:1, 0:0, 0:0, 1:0) | Чехия | Глобен Арена, Стокгольм Зрителей: 913 |

| Отчёт                                                                     | Отчёт                   | Отчёт                                        | Отчёт                       | Отчёт                               |
| ------------------------------------------------------------------------- | ----------------------- | -------------------------------------------- | --------------------------- | ----------------------------------- |
|                                                                           |                         |                                              |                             |                                     |
|                                                                           | Пекка Ринне 00:00-65:00 | Вратари                                      | Александр Салак 00:00-65:00 | Судьи: Тобиас Бьёрк Микаэль Шёквист |
|                                                                           | Голы:                   |                                              |                             | Судьи: Тобиас Бьёрк Микаэль Шёквист |
| Михаэль Керянен (Т. Терявяйнен, Ю. Хиетанен) 07:00 Яркко Иммонен ПБ 65:00 | 1:0 1:1 2:1             | 34:18 Мартин Ружичка (Я. Клепиш, М. Вондрка) |                             | Судьи: Тобиас Бьёрк Микаэль Шёквист |
|                                                                           |                         |                                              |                             | Судьи: Тобиас Бьёрк Микаэль Шёквист |
|                                                                           |                         |                                              |                             | Судьи: Тобиас Бьёрк Микаэль Шёквист |
|                                                                           |                         |                                              |                             | Судьи: Тобиас Бьёрк Микаэль Шёквист |
| 6 (2+2+2+0) мин                                                           | Штраф                   | 6 (4+2+0+0) мин                              |                             | Судьи: Тобиас Бьёрк Микаэль Шёквист |
|                                                                           |                         |                                              |                             |                                     |
|                                                                           | 23 (6+7+6+4)            | Броски                                       | 26 (4-6-13-3)               |                                     |

| 4 мая 2014 16:00 | R | 2 : 0 (1:0, 0:0, 1:0) | Россия | Глобен Арена, Стокгольм Зрителей: 6677 |

| Отчёт                                                                             | Отчёт                                                               | Отчёт          | Отчёт                     | Отчёт                              |
| --------------------------------------------------------------------------------- | ------------------------------------------------------------------- | -------------- | ------------------------- | ---------------------------------- |
|                                                                                   |                                                                     |                |                           |                                    |
|                                                                                   | Андерс Нильссон 00:00-10:55, 11:09-29:45 Юаким Эрикссон 29:45-60:00 | Вратари        | 00:00-58:15 Антон Худобин | Судьи: Антти Боман Микко Каукокари |
|                                                                                   | Голы:                                                               |                |                           | Судьи: Антти Боман Микко Каукокари |
| Линус Класен (Д. Рахими, Д. Расмуссен) 11:09 Микаэль Баклунд (Ю. Линдстрём) 45:16 | 1:0 2:0                                                             |                |                           | Судьи: Антти Боман Микко Каукокари |
|                                                                                   |                                                                     |                |                           | Судьи: Антти Боман Микко Каукокари |
|                                                                                   |                                                                     |                |                           | Судьи: Антти Боман Микко Каукокари |
|                                                                                   |                                                                     |                |                           | Судьи: Антти Боман Микко Каукокари |
| 38 (6+16+16) мин                                                                  | Штраф                                                               | 10 (2+6+2) мин |                           | Судьи: Антти Боман Микко Каукокари |
|                                                                                   |                                                                     |                |                           |                                    |
|                                                                                   | 19 (7+9+3)                                                          | Броски         | 27 (8+10+9)               |                                    |

## Итоговая таблица
| 1 | Финляндия | Флаг Финляндии | 3:2Б        | 2:1Б       | 2:1         | 3 | 1 | 2 | 0 | 0 | 7—4  | 7 |
| 2 | Швеция    | 2:3Б           | Флаг Швеции | 2:3        | 2:0         | 3 | 1 | 0 | 1 | 1 | 6—6  | 4 |
| 3 | Чехия     | 1:2Б           | 3:2         | Флаг Чехии | 0:6         | 3 | 1 | 0 | 1 | 1 | 4—10 | 4 |
| 4 | Россия    | 1:2            | 0:2         | 6:0        | Флаг России | 3 | 1 | 0 | 0 | 2 | 7—4  | 3 |

## Лучшие игроки
| Позиция    | Игрок           | Примечания |
| ---------- | --------------- | ---------- |
| Вратарь    | Пекка Ринне     |            |
| Защитник   | Юусо Хиетанен   |            |
| Нападающий | Оскар Мёллер    |            |
| Бомбардир  | Микаэль Баклунд | 4 (2+2)    |
| MVP        | Пекка Ринне     |            |

## Символическая сборная
Пекка Ринне
 Юусо Хиетанен —  Антон Белов
 Виктор Тихонов —  Петри Контиола —  Оскар Моллер

## Победитель Хоккейных игр Oddset
| Победитель Хоккейных игр Oddset 2014 |
| ------------------------------------ |
| Финляндия                            |